# معتمدية أوتيك
معتمدية أوتيك إحدى معتمديات الجمهورية التونسية، تابعة لولاية بنزرت.
معتمدية أوتيك إحدى معتمديات الجمهورية التونسية، تابعة لولاية بنزرت.
أوتيك تعتبر مدينة تاريخية

## المدن التابعة لمعتمدية اوتيك
| المدن التابعة لمعتمدية اوتيك |
| ---------------------------- |
| زهانة                        |
| الحويض                       |
| هنشير الطاحونة               |
| الفجة                        |

أوتيك الجديدة

### مواضيع ذات علاقة
- ولاية بنزرت.